# Kaakkurijärvi (Korpilombolo socken, Norrbotten)
Kaakkurijärvi är en sjö i Pajala kommun i Norrbotten och ingår i Kalixälvens huvudavrinningsområde.